# 周國佐
周國佐，清朝政治人物。
早年擔任甲喇章京。順治三年，任吏部理事官。次年任半個牛彔章京。順治五年，任正黃旗漢軍參領、吏部右侍郎。順治七年，任正黃旗漢軍副都統。順治八年，任兵部左侍郎、右副都御史、江寧巡撫。順治九年，升任三等輕車都尉。